# Boraî Bashir
Boraî Bashir   (Omdurman, 1932 - Omdurman, 6 d'abril de 2012) fou un futbolista sudanès de la dècada de 1950.
Fou internacional amb la selecció de futbol del Sudan. Pel que fa a clubs, destacà a Al-Merreikh SC.